# 宜昌市第二人民医院
宜昌市第二人民医院，挂名三峡大学第二人民医院，又名宜昌市肿瘤医院，是华中科技大学同济医学院附属协和医院和广州军区武汉总医院技术协作医院，位于湖北省宜昌市，是一家三级未定等综合医院。医院分为综合院区和肿瘤院区，占地面积约100亩，开放床位1600张。
2016年5月5日，宜昌市纪委将宜昌市第二人民医院原党委副书记、院长王桂祥涉嫌犯罪问题移送司法机关依法处理。